# العصر الحجري القديم العلوي
العصر الحجري القديم الأعلى  (بالإنجليزي:Upper Paleolithic أو Late Stone Age) يسمى وفي بعض السياقات بأواخر العصر الحجري، هو العصر الثالث والأخير من تقسيم العصر الحجري القديم أو العصر الحجري كما هو متبع في تصنيف أوروبا وأفريقيا وآسيا. وعلى حسب بعض التواريخ المستخدمة في نطاق واسع فان عمر هذا العصر كان ما بين 40,000 و 10,000 سنة مضت، أو بالتزامن تقريبا مع ظهور الحداثة السلوكية وقبل ظهور الزراعة. مصطلح «العصر الحجري المتأخر» أو «العصر الحجري القديم الأعلى» يشير إلى نفس الفترة الزمنية، ولأسباب تاريخية فان «العصر الحجري» عادة ما يشير إلى الفترة التي مرت بها قارة أفريقيا، في حين أن «العصر الحجري القديم الأعلى» يستخدم عادة عند الإشارة إلى هذه الفترة في أوروبا.

## نظره عامه
يعتقد أن الإنسان القديم فصيلة (Homo sapiens) ظهر في أفريقيا منذ حوالي 195,000 سنة مضت. ورغم أن هذا الإنسان الحديث في علم التشريح، إلا أن تغيير نمط حياتهم قد كان بطيئا جدا ولم يتغير الا بنسبة ضئيلة نحو الأفضل، مثل الإنسان المنتصب والبشر البدائيون، الذين استخدموا نفس الأدوات الحجرية الخام. عالم الآثار ريتشارد كلاين الذي عمل على نطاق واسع في الأدوات الحجرية القديمة، وصف مجموعة من الأدوات الحجرية الذي كان يستخدمها شبيه الإنسان القديم بأنها مستحيلة التصنيف، وكان يبدو كما لو ان البشر البدائيون صنعوا الأدوات الحجرية، وأنهم لم يكونوا مهتمين بالشكل النهائي في التصنيع. ويقول إن هذا النوع من الحياة كان في كل مكان تقريبا سواء في آسيا أو أفريقيا أو أوروبا أي قبل 50,000 سنة مضت كانت جميع الأدوات الحجرية بسيطة وغير مزخرفة.
بعد 50000 سنة مضت، كانت هناك زيادة ملحوظة في تنوع الأعمال الفنية الحجرية لأول مرة في أفريقيا حيث بدأت في الظهور التحف وفن العظام، ووجد دليل مؤكد على الصيد البشري الذي حصل في هذا العصر وهو التحف التي اكتشفت في أماكن كثيرة مثل كهف بلومبوس في جنوب أفريقيا. ومن بين الأعمال الفنية التي وجدت في أفريقيا وجد علماء الآثار انه يمكن التفريق وتصنيف تلك الأدوات التي تقل عن 50000 سنة إلى فئات مختلفة وكثيرة مثل نقاط قذيفة وأدوات الحفر وريش سكين وأدوات الحفر والثقب. وقد وصفت هذه الأنواع من الأدوات الجديدة الحجريه بانها متمايزة عن بعضها البعض، وكأن كل أداة لديها هدف محدد. بعد حوالي 3,000 إلى 4,000 سنة لاحقه، هذه التكنولوجيا انتشرت وانتقلت مع الناس المهاجرين إلى أوروبا. وادت التكنولوجيا الجديدة إلى انفجار سكاني للبشرية الحديثة وأدى إلى انقراض البشر البدائيون والغزاه.
ويسمى هذا التحول من العصر الحجري القديم الأوسط إلى العصر الحجري القديم الأعلى بالثورة العليا. واصل فيها البشر البدائيون استخدامهم للتكنولوجيا الحجرية. هذه الفترة أدت إلى تغير نمط العيش من العيش في كهوف وجبال إلى العيش في مستوطنات وتجمعات بشرية غالبا ماكانت في قيعان الأودية الضيقة، وكان الصيد أسهل طرق العيش المتبعة في هذا العصر بل اعتمدوا على صيد حيوان الوعل، الرنة البرية، وشملت التطورات التكنولوجية التطورات الهامة في مجال صناعة أداة الصوان، والصناعات القائمة على ريش غرامة، واستعملوا قرن الوعل والجلود والسهم والحربة المتقدمة، وظهرت أيضا في هذه الفترة استخدام ومصباح النفط والحبل والإبرة العينينة.
ازدهر في هذه الفترة الأعمال الفنية كتماثيل فينوس واللوح الكهفية والنقوش والمواد الخام، مما يشير إلى العلاقات التجارية الناشئة، وبرزت فئات اجتماعية أكثر تعقيدا بدعم من مصادر الغذاء التي كانت أكثر تنوعا، هذا ربما ساهم في زيادة تحديد المجموعات العرقية. والتي أنتجت الهويات والمجموعات الرموزية المميزة والطقوس التي تشكل جزءا هاما من السلوك البشري الحديث.
وقد تسببت التغيرات في المناخ خلال هذه الفترة في تغيير السلوك البشري الإنساني، وكان أبرز ملامح هذه التغيرات المناخية انخفاض درجة الحرارة العالمية. وهذا يعني تدهور المناخ بفعل من العصر الجليدي الأخير. وهذه التغيرات أدت إلى خفضت توريد الخشب القابلة للاستعمال واضطر الناس للنظر في المواد الأخرى، وبالإضافة إلى ذلك أصبحت ادات الصوان هشه بفعل درجات الحرارة المنخفضة والذي أدى إلى تعطيل هذه الأداة.

## احداث

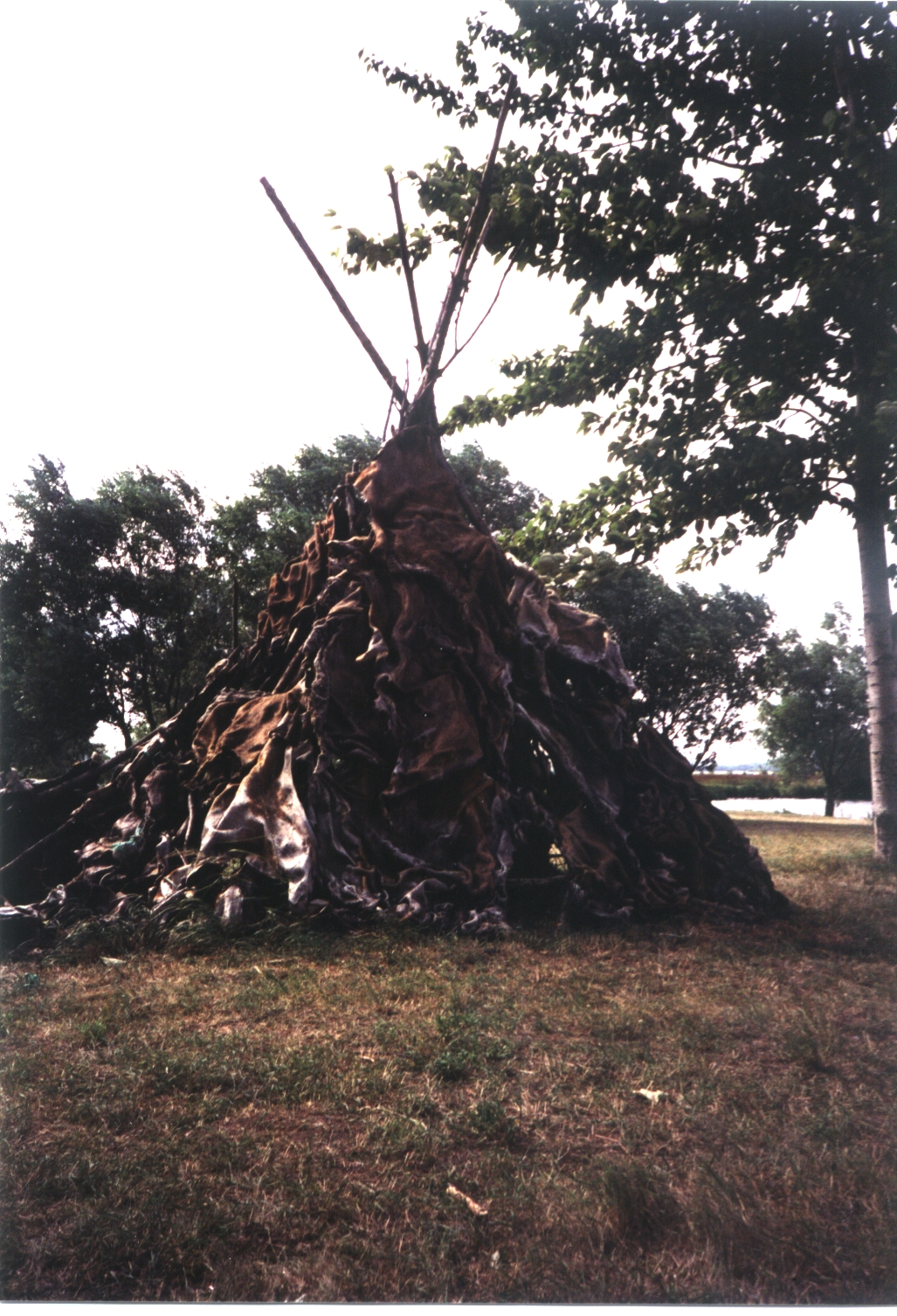
استخدم الإنسان في العصر الحجري الكهوف والخيام

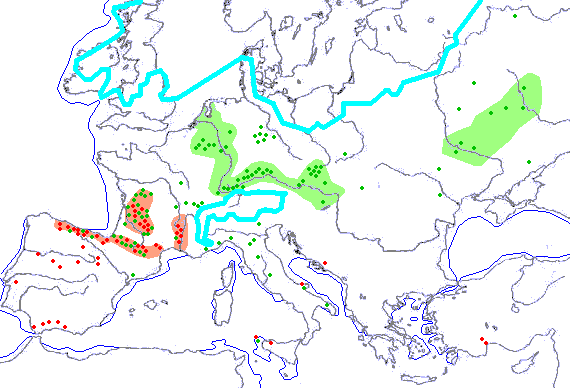
خريطة وجدت في العصر الحجري القديم العلوي

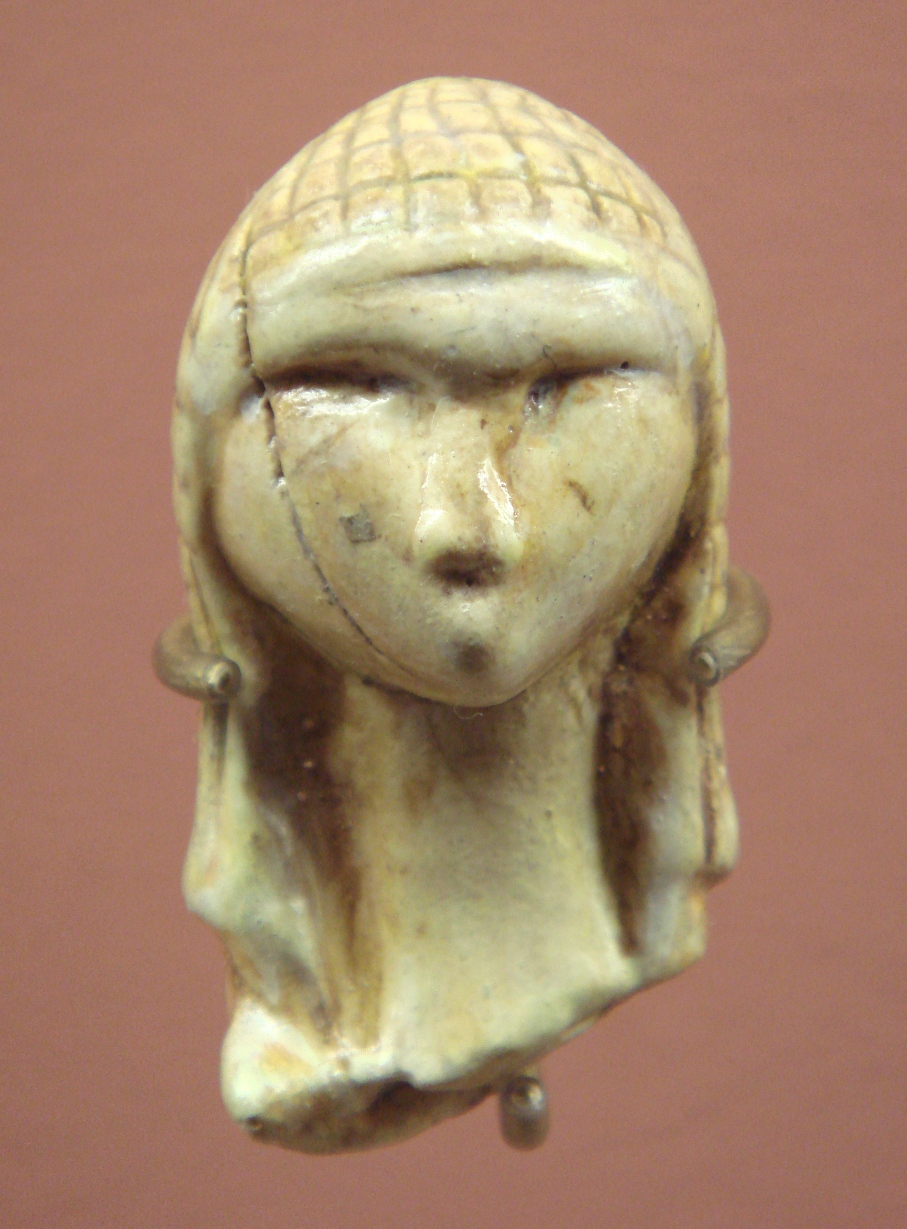
Venus of Brassempouy الذي اكتشف في ألمانيا بالقرب من باريس

### قبل 100,000—50,000 سنه
- أكبر فترة زمنية صخرية في التاريخ.

### قبل 50,000—40,000 سنه
- قبل 50.000 سنه: بداية المطر المستيري في أفريقيا.
- قبل 41,000الى 43,000 سنه: اكتشاف حلي وهياكل عظمية للإنسان الحديث في قصر عقيل في لبنان.

### قبل 40,000—30,000 سنه
- قبل 40,000—35,000 سنه: ظهور كرو مجنون في أوروبا وهو أول مركز ثقافي للإنسان الحديث.
- قبل 35,000 سنه: كهوف زار، ياتاغيري، تغلر في أذربيجان.
- قبل 32,000 سنه: الأوروبيين أدركوا كيفية تصلب اشكال الطين من جراء وظع النار عليها في الفرن على درجة حرارة عالية.
- قبل 30,000 سنه: اختراع القوس والسهم، نهاية المطر المستيري في أفريقيا.
- قبل 30,000 إلى 26,000 سنه: ظهور الاسد-الإنسان، وهوالان موجود في متحف أولمر في ألمانيا.

### قبل 30,000—20,000 سنه
- قبل 29,000—25,000 سنه: فينوس دولني فستونيس، اقد سيراميك في التاريخ.
- قبل 28,000 سنه: بدأ الناس العيش في اليابان.
- قبل 25,000 -17,000 سنه: لوحة جدارية مرسومه في كهف شوفيه مع الخيول ووحيد القرن.
- قبل 24,000 سنه: بداية المطر المستيري الثاني في أفريقيا.
- قبل 23,000 سنه: سبع بنات حواء، هي ام لعرق سكن القوقاز وجنوب روسيا.
- قبل 22,000 سنه: انقراض البسر البدائيون في أوروبا.
- قبل 20,000 سنه: نهاية المطر المستيري الثاني في أفريقيا.

### قبل 20,000—15,000 سنة
- قبل 18,000-15,000 سنه: العصر الجليدي الأخير، ويعتقد أن متوسط مستويات البحر كانت من 110-120 مترا (361-394 قدما) أي أكبر من مستوياتها الحالية، ويعتقد أن العديد من المواقع الأثرية الساحلية والنهرية هي تحت الماء اليوم.
- قبل 18,000 سنه: سبع بنات حواء والدة سكان جنوب روسيا تسكن جنوب فرنسا، كهف بيتش ميريل اكتشف في 1994 في فرنسا.
- قبل 17,000 سنه: قاعة بولز وكهف اسكو اكتشف في عام 1940، تصميم مصباح في ماوثي في فرنسا.
- قبل 16,500 سنه: لوحات في كهف كسكر في فرنسا.
- قبل 15,000 سنه: سبع بنات حواء، والدة عرق الأسبان تسكن شمال إسبانيا، في حين تسكن أخرى في وسط إيطاليا.

### قبل 16,000—12,000 سنه
- قبل 15,000-13,000 سنه: هنود باولو ينتقلون إلى أمريكا الشمالية ومن ثم إلى وسط أمريكا.
- قبل 14,000 سنه: أصبح حيوان الرنة أليف، رسم حيوان البيسون على أحد جدران كهف التاميرا في إسبانيا وقد اكتشف في عام 1879.
- قبل 13,000 سنه: بداية انقراض الهولوسين، اقتراب حدوث أول حرب.

### قبل 12,000—11,000 سنه
- قبل 11,500-10,000 سنه: بداية بناء المباني الخشبية في أمريكا الجنوبية شيلي، والأواني الفخارية الأولى في اليابان.
- قبل 11,000 سنه: أولا دليلا على الاستيطان البشري في الأرجنتين.